# Adrian Mikhaltchichine
Adrian Bogdanovitch Mikhaltchichine (ukrainien : Адріян Михальчишин, en slovène : Adrian Mihalčišin) est un joueur d'échecs slovène d'origine ukrainienne né à Lviv le 18 novembre 1954. Grand maître international (GMI) depuis 1978, il a représenté l'Ukraine à l'Olympiade d'échecs de 1992 à Manille.
Au 1er août 2017, il est le septième joueur slovène avec un classement Elo de 2 479 points.
Vainqueur des tournois de Copenhague (Coupe Politiken) en 1980, Vienne en 1982 et Nikolaiev en 1983, Mikhaltchichine a été l'un des secondants d'Anatoli Karpov entre 1980 et 1985. Il termina quatrième du championnat d'URSS en 1984 et deuxième du tournoi de Hastings 1985-1986.

## Publications
- Aleksandr Beliavski, Adrian Mikhaltchichine, Winning Endgame Technique, 1995, Batsford
- Aleksandr Beliavski, Adrian Mikhaltchichine, Fianchetto Grunfeld, 1998, Everyman
- Aleksandr Beliavski, Adrian Mikhaltchichine, Winning Endgame Strategy, 2000, Batsford
- Aleksandr Beliavski, Adrian Mikhaltchichine, Modern Endgame Practice, 2003, Batsford
- Adrian Mikhaltchichine et Oleg Stetsko, Magnus Carlsen : L'ascension d'un prodige, Olibris, 2011 (ISBN 978-2916340487)